# Мёркёв, Микаэль
Микаэ́ль Мёркёв Кри́стенсен (дат. Michael Mørkøv Christensen; род. 30 апреля 1985 в Коккедале, Дания) — датский профессиональный шоссейный и трековый велогонщик. Олимпийский чемпион 2020 года в мэдисоне; трехкратный чемпион мира на треке в мэдисоне, чемпион Европы на треке в мэдисоне.

## Карьера
Михаэль Мёркёв начал свою карьеру в качестве трекового велогонщика, в 2004 году он стал национальным чемпионом в гонке по очкам. Всего же в его карьере тринадцать званий чемпиона Дании по трековым гонкам в разных видах программы.
Параллельно с трековой карьерой Мёркёв выступал и на шоссе за датскую команду «GLS». Однако, шоссейные выступления не были для датчанина приоритетом, а использовались лишь в качестве подготовительных стартов для главных трековых состязаний. Несмотря на это, в 2005 году Михаэль первенствовал в разделке на чемпионате страны.
В 2008 году Мёркёв вошёл в состав датской команды на Олимпийские игры. В мэдисоне он вместе с Алексом Расмуссеном стал шестым, а вот в командном преследовании датская сборная неожиданно завоевала серебро, уступив только сборной Великобритании.
После Олимпиады датчанин перешёл в команду «Saxo Bank» и стал уделять больше времени шоссейным соревнованиям. В 2010 и 2011 году он проехал две Джиро, заняв соответственно 129-е и 155-е места. На Тур де Франс 2012 датчанин был одним из наиболее активных гонщиков: на трех первых этапах он неизменно оказывался в отрыве, что принесло ему гороховую майку лучшего горного гонщика, которую он уступил лишь по итогам седьмого этапа британцу Крису Фруму. Уже после этого Мёркёв продолжал ездить в отрывы, что дважды приносило ему звание самого агрессивного гонщика этапа.

## Достижения

### Шоссе
2006
4-й Тур Эльма
2007
2-й Тур Фландрии U23
2008
1-й Этап 2 Джиро дель Капо
2-й Дуо Норман
9-й Гран-при Северной Ютландии
2009
7-й Классика Шатору
2010
3-й  Чемпионат Дании в индивид. гонке
4-й Тур Лимузена
2011
1-й Тур Фюна
3-й Тур Дании
2012
3-й  Чемпионат Дании в индивид. гонке
1-й Этап 3 Вуэльта Бургоса
3-й Гент — Вевельгем
7-й Трофео Пальма де Мальорка
9-й Тур Фландрии
2013
1-й  Чемпионат Дании в групповой гонке
1-й Этап 6 Вуэльта Испании
2-й Париж — Тур
4-й Тур де Еврометрополь
2014
3-й  Чемпионат Дании в групповой гонке
3-й Тур Люксембурга
5-й Тур Катара
2015
1-й Этап 6 Тур Дании
2016
10-й Гент — Вевельгем
2018
1-й  Чемпион Дании в групповой гонке
2-й Тур Фюна
2019
1-й  Чемпион Дании в групповой гонке
3-й Лондон — Суррей Классик
5-й Чемпионат Европы — Групповая гонка
7-й Кэдел Эванс Грейт Оушен Роуд
2020
7-й Race Torquay

### Трек
2003
2-й  Командное преследование, Чемпионат Дании
2004
Чемпионат Дании
1-й  Гонка по очкам
2-й  Командное преследование
2005
1-й  Мэдисон, Чемпионат Европы U23
2-й  Мэдисон, Чемпионат Дании
2-й  Мэдисон, Кубок мира (Сидней)
2006
Кубок мира (Сидней)
1-й  Мэдисон
1-й  Командное преследование
Чемпионат Дании
1-й  Мэдисон
1-й  Гонка по очкам
3-й  Скрэтч
3-й  Командное преследование
Кубок мира (Сидней)
2-й  Мэдисон
2-й  Командное преследование
2-й Шесть дней Гренобля
3-й  Мэдисон, Кубок мира (Москва)
3-й  Гонка по очкам, Чемпионат Европы U23
2007
1-й Шесть дней Гренобля
Кубок мира (Лос-Анджелес)
2-й  Мэдисон
2-й  Командное преследование
Чемпионат Дании
1-й  Мэдисон
2-й  Гонка по очкам
3-й  Командное преследование
3-й  Командное преследование, Чемпионат мира
3-й  Мэдисон, Кубок мира (Сидней)
3-й Шесть дней Йюриха
2008
Чемпионат Дании
1-й  Скрэтч
1-й  Гонка по очкам
1-й  Мэдисон
1-й  Командное преследование
Кубок мира (Копенгаген)
1-й  Мэдисон
2-й  Командное преследование
2-й  Командное преследование, Олимпийские игры
Кубок мира (Лос-Анджелес)
2-й  Мэдисон
2-й  Командное преследование
2-й Шесть дней Копенгагена
3-й  Мэдисон, Чемпионат мира
3-й Шесть дней Дортмунда
2009
Чемпионат мира
1-й  Мэдисон
1-й  Командное преследование
1-й  Мэдисон, Чемпионат Дании
1-й Шесть дней Копенгагена
1-й Шесть дней Гента
2-й Шесть дней Мюнхена
2010
1-й  Мэдисон, Чемпионат Дании
1-й Шесть дней Берлина
1-й Шесть дней Копенгагена
1-й Шесть дней Фьоренцуолы
1-й Шесть дней Гента
3-й Шесть дней Роттердама
2011
Чемпионат Дании
1-й  Омниум
1-й  Мэдисон
1-й Шесть дней Копенгагена
2-й  Командное преследование, Чемпионат Европы
3-й Шесть дней Берлина
2012
1-й Шесть дней Амстердама
2-й Шесть дней Копенгагена
2013
1-й Шесть дней Копенгагена
2014
2-й Шесть дней Копенгагена
3-й Шесть дней Роттердама
2015
1-й Шесть дней Копенгагена
1-й Шесть дней Гента
2-й Шесть дней Роттердама
2017
1-й Шесть дней Копенгагена

## Статистика выступлений

### Гранд-туры
| Гонка           | 2010 | 2011 | 2012 | 2013 | 2014 | 2015 | 2016 | 2017 | 2018 | 2019 |
| --------------- | ---- | ---- | ---- | ---- | ---- | ---- | ---- | ---- | ---- | ---- |
| Джиро д'Италия  | 129  | 156  | —    | —    | —    | —    | —    | —    | 107  |      |
| Тур де Франс    | —    | —    | 93   | —    | 134  | —    | НФ   | —    | —    | 152  |
| Вуэльта Испании | —    | —    | —    | 128  | —    | —    | —    | 137  | 148  | —    |

| —  | Не участвовал  |
| НФ | Не финишировал |